# Molí Nou de Bolvir
El Molí Nou de Bolvir és una obra de Bolvir (Baixa Cerdanya) inclosa a l'Inventari del Patrimoni Arquitectònic de Catalunya.

## Descripció
Molí d'aigua construït per substituir a l'antic molí de Bolvir, situat a la mateixa finca. Es tracta d'un edifici actualment en desús, del que es conserva l'estructura en bones condicions i també l'interior, on trobem alguns mecanismes de fusta i ferro que formaven part del molí (tremuja, mola de dalt o rodet). S'alimentava a través d'un tub metàl·lic (canal) amb fort pendent que baixava aigua d'una bassa artificial construïda al camp nord, que a l'hora rebia aigua del riu Querol a través d'una antiga séquia. És una construcció en planta rectangular i murs en dos métodes constructius, paredat i maó vist. Està cobert per un sostre de dos vessants que fou reconstruït per l'actual propietari.

## Història
Aquest molí va funcionar fins aproximadament la primera meitat del segle xx. Es va utilitzar per a generar corrent elèctric, i abastia de llum la mateixa finca i part del poble de Bolvir.